# Wapen van Capelle (Noord-Brabant)

Wapen van Capelle

Het wapen van Capelle werd op 14 oktober 1818 verleend door de Hoge Raad van Adel aan de Noord-Brabantse gemeente Capelle. Per 1923 ging Capelle op in de gemeente Sprang-Capelle. Het wapen van Capelle is daardoor definitief komen te vervallen als gemeentewapen. Na opheffing van die laatste gemeente in 1997 maakt Capelle nu deel uit van gemeente Waalwijk.

## Blazoenering
De blazoenering van het wapen luidde als volgt:
Van zilver, beladen met een berg, waarop een kapelletje, alles in hunne natuurlijke kleur.
De heraldische kleuren zijn zilver (wit) en natuurlijke kleuren.

## Verklaring
Het betreft hier een dubbel sprekend wapen. De duin wijst op 's-Grevelduin en het kappelletje, een oud-Nederlandse benaming voor een vlinder, op Capelle. Het dorp Capelle wordt vroeger aangeduid als 's Grevelduin-Capelle.
Aanvankelijk wilde de burgemeester geen gehoor geven aan de oproep van de gouverneur om een wapen aan te vragen, omdat het dorp nooit een wapen had gevoerd en er ook geen behoefte aan bestond. Merkwaardig is ook dat het wapen volgens het wapendiploma is verleend aan 's-Grevelduin-Cappel (de naam van een van de drie ambachtsheerlijkheden waaruit de gemeente is ontstaan) en niet aan Capelle. De burgemeester ging er in zijn correspondentie van uit dat de voormalige heerlijkheden Nederveen en Zuidewijn, die ook deel uitmaakten van de gemeente, zelf een wapen of een bevestiging van hun wapen hadden aangevraagd en vermeldde expliciet dat het wapen uitsluitend gold voor 's-Grevelduin-Capelle, iets wat natuurlijk onmogelijk was omdat de drie sinds het ontstaan van de gemeente een eenheid vormden.
Aalburg
· Aalst
· Aarle-Rixtel
· Alem 
· Alem, Maren en Kessel
· Almkerk
· Alphen en Riel
· Andel
· Baardwijk
· Bakel en Milheeze
· Beek en Donk
· Beers
· Berghem
· Berkel-Enschot
· Berlicum
· Besoyen
· Beugen en Rijkevoort
· Bladel en Netersel
· Bokhoven
· Borkel en Schaft
· Boxmeer
· Budel
· Capelle
· Chaam
· Cromvoirt
· Cuijk
· Cuijk en Sint Agatha
· De Werken en Sleeuwijk
· Den Dungen
· Deurne en Liessel
· Dieden, Demen en Langel
· Diessen
· Dinteloord (en Prinsenland)
· Dinther
· Dommelen
· Drongelen, Haagoort, Gansoijen en Doeveren
· Drunen
· Duizel en Steensel
· Dussen
· Eersel
· Eethen
· Emmikhoven en Waardhuizen
· Empel en Meerwijk
· Engelen
· Erp
· Esch
· Escharen
· Fijnaart en Heijningen
· Gassel
· Geffen
· Geldrop
· Gemert
· Genderen
· Gestel en Blaarthem
· Giessen
· Ginneken en Bavel
· Grave
· 's Gravenmoer
· Haaren 
· Halsteren
· Haps
· Haren en Macharen
· Hedikhuizen
· Heesch
· Heeswijk
· Heeswijk-Dinther
· Heeze
· Helvoirt
· Herpt
· Hoeven
· Hooge en Lage Mierde
· Hooge en Lage Zwaluwe
· Hoogeloon, Hapert en Casteren
· Huijbergen
· Kessel
· Klundert
· Landerd
· Leende
· Liempde
· Lierop
· Lieshout
· Linden
· Lith
· Luyksgestel
· Maarheeze
· Maasdonk
· Maashees en Overloon
· Made en Drimmelen
· Maren
· Meeuwen
· Megen, Haren en Macharen
· Mierlo
· Mill en Sint Hubert
· Moergestel
· Nederwetten en Eckart
· Nieuw-Ginneken
· Nieuw-Vossemeer
· Nieuwkuijk
· Nistelrode
· Nuenen en Gerwen
· Nuland
· Oeffelt
· Oerle
· Oijen en Teeffelen
· Oost-, West- en Middelbeers
· Oploo, Sint Anthonis en Ledeacker
· Ossendrecht
· Oud en Nieuw Gastel
· Oudenbosch
· Oudheusden
· Princenhage
· Prinsenbeek
· Putte
· Raamsdonk
· Ravenstein
· Reek
· Reusel
· Riethoven
· Rijsbergen
· Rijswijk
· Roosendaal en Nispen
· Rosmalen
· Sambeek
· Schaijk
· Schijndel
· Sint Anthonis
· Sint-Michielsgestel
· Sint-Oedenrode
· Soerendonk, Sterksel en Gastel
· Sprang
· Sprang-Capelle
· Standdaarbuiten
· Stiphout
· Stratum
· Strijp
· Terheijden
· Teteringen
· Tongelre
· Uden
· Udenhout
· Veen
· Veghel
· Veldhoven en Meerveldhoven
· Velp
· Vessem, Wintelre en Knegsel
· Vierlingsbeek
· Vlierden
· Vlijmen
· Vrijhoeve-Capelle
· Wanroij
· Waspik
· Werkendam
· Westerhoven
· Wijk en Aalburg
· Willemstad
· Woensel (en Eckart)
· Woudrichem
· Wouw
· Zeeland
· Zesgehuchten
· Zevenbergen